# Bondowoso (Magelang)
Bondowoso is een bestuurslaag in het regentschap Magelang van de provincie Midden-Java, Indonesië. Bondowoso telt 5312 inwoners (volkstelling 2010).

## Geboren in Bondowoso
- Alex Gutteling (1884-1910), Nederlands dichter en criticus